# Ibrahim Meer
Ibrahim Meer Abdulrahman (16 luglio 1967) è un ex calciatore emiratino, di ruolo difensore.

## Biografia
È il fratello gemello di Eissa Meer.